# Parornix polygrammella
Parornix polygrammella là một loài bướm đêm thuộc họ Gracillariidae. Nó được tìm thấy ở Fennoscandia, Estonia, miền bắc Nga và Pháp.
Ấu trùng ăn Betula nana. Chúng ăn lá nơi chúng làm tổ.